# Fonoifua
Fonoifua ist eine Insel im Archipel Haʻapai, die zum Königreich Tonga gehört und 69 Bewohner hat (Stand 2021).

## Geographie
Das Motu liegt im Zentrum von ʻOtu Muʻomuʻa zusammen mit Tanoa und Meama sowie den Riffen Mai Reef und Lua Anga. Im Westen schließen sich die Inseln Nukufaiau und Nukutula an und im Osten liegt die Inselgruppe ʻOtu Tolu Group mit Fetokopunga.

## Klima
Das Klima ist tropisch heiß, wird jedoch von ständig wehenden Winden gemäßigt. Ebenso wie die anderen Inseln der Haʻapai-Gruppe wird Fonoifua gelegentlich von Zyklonen heimgesucht.

## Vulkanausbruch Hunga Tonga 2022
Beim Vulkanausbruch des Hunga Tonga-Hunga Haʻapai im Januar 2022 wurden zahlreiche Häuser durch einen Tsunami zerstört oder beschädigt. Laut Regierungsangaben blieben nur zwei Häuser stehen. Die Bewohner der Insel mussten daher evakuiert werden.